# 김춘순
김춘순(金瑃淳, 1963년 5월 30일 ~)은 제7대 국회예산정책처장과 국무총리소속 사행산업통합감독위원회 위원장을 역임한 대한민국의 공무원이다. 현재 순천향대학교 교수이며 부총장이다. 본관은 광산,  충남 계룡시 엄사면에서 출생했다.

## 학력
- 대전보문고등학교
- 연세대학교 행정학 학사
- 미국 코넬 대학교 대학원 노사관계학 석사
- 성균관대학교 대학원 행정학 박사

## 생애
1963년 5월 30일 충남 논산에서 태어나 대전에서 자랐다. 대전 보문고등학교, 연세대학교 행정학과를 졸업하고 미국 코넬대학교 석사와 성균관대학교에서 박사학위를 받았다.
1988년 입법고시를 통해 공직에 입문한 후, 국회사무처와 국회예산정책처에서 근무하였다. 공직 전반기에는 국회사무처 기획예산담당관, 총무과장, 국제국장 등 주요 라인부서장을 역임하며, 예산, 인사, 외교 업무 등의 실무를 총괄하였다. 2009년~2019년 10년동안, 국회예산결산특별위원회 수석전문위원, 국회예산정책처 처장 등으로 근무하며 국가재정의 분석과 중장기 재정전망에 대한 객관적 분석틀을 공공히 다졌다는 평가다. 특히, 국회예산정책처장 재임시 추계세제분석실을 신설하고 경제분석국을 세제부서로부터 독립시켜 확대개편하는 등 국회예산정책처의 재정전문기관으로서의 위상을 강화하였다. 그의 저서중 하나인 “국가재정 이론과 실제”는 세번의 개정판을 출간할 정도로 국회의원과 공무원들이 즐겨읽는 재정학 서적이기도 하다.
2019년, 공직퇴임 후 순천향대학교 교수로 임용되었고 동대학에서 연구산학부총장, 대외협력특임부총장, 산학협력단장, 미래융합대학원장 등의 직을 수행하였다. 2021년부터 2023년까지 7개 사행산업 기관들을 통합감독하는 국무총리소속의 사행산업통합감독위원회 위원장(장관급)직을 수행하였다. 2024년 2월, 기획재정부 공공기관경영평가단(준정부기관) 단장에 위촉되었다.

## 경력
- 제8회 입법고시 합격
- 미국 코넬대학교 대학원 연구조교(RA)
- 국회사무처 기획조정실 기획예산담당관
- 국회사무처 총무과장
- 미국 콜로라도주립대 객원교수
- 국회사무처 국제국 국장
- 국회 정무위원회 전문위원
- 국회 예산결산특별위원회 전문위원
- 예산정책연구 편집위원
- 국회예산정책처 예산분석실장
- 한국정책분석평가학회 부회장
- 국회 재정개혁특별위원회 수석전문위원
- 국회 예산결산특별위원회 수석전문위원
- 국회홍보출판위원회 위원
- 한국정책학회 운영부회장
- 국회예산정책처 처장(차관급)
- 제10회 OECD 독립재정기구 회의 공동의장(Co-chair)
- 교육부 대학규제개혁협의회 위원
- 교육부 특별교부금 국가시책사업심의회 위원
- KDI 및 KOTRA 경제발전공유사업(KSP)정책자문단 -  (페루,브라질) 수석고문
- 동국대학교 석좌교수
- 순천향대학교 연구산학부총장
- 순천향대학교 대외협력특임부총장
- 순천향대학교 산학협력단장
- 순천향대학교 기술지주회사 대표이사
- 순천향대학교 미래융합대학원장
- 기획재정부 공공기관 경영평가단장
- 롯데하이마트 사외이사
- 국무총리소속 사행산업통합감독위원회 위원장(장관급)
- 감사원 정책자문위원
- 의정논총(KCI) 편집위원장
- (사)한국규제분석평가원 원장
- 종근당홀딩스 사외이사

## 저서 및 논문
- 「국가재정 이론과 실제」(최신 개정판), 도서출판 북마을, 2024
- 「국가재정 이론과 실제」(전면 개정판), 동연, 2018
- 「비교예산제도론」, 대명출판사, 2014.
- 「국가재정 이론과 실제」(전면 개정판), 학연문화사, 2014
- 「국가재정 이론과 실제」, 박영사, 2012.
- 「의회예산제도지수의 구축과 영향요인에 관한 연구」, 박사학위논문, 2013.
- 「The Effectiveness of Grievance System in the Public Sector」, Master of Science, School of Industrial and Labor Relations, Cornell University, Ithaca, NY14850, Jan. 1997.「A Study on compilation and improvement of indices for legislative budgetary institutions」, OECD Journal on Budgeting, vol. 14/3, 2015.
- 「Who has power over the budget-The Legislature or the Executive?: A comparative analysis of budgetary power in 70 Countries"」,  OECD Journal on Budgeting,  vol. 18/3, 2019.

## 서훈
- 1999년 : 국회의장 표창
- 2004년 : 근정포장
- 2014년 : 홍조근정훈장
- 2018년 : 불기2562년 불자대상

## 종교
- 불교

| 전임 김준기 | 제7대 국회예산정책처장 2017년 1월 20일 ~ 2019년 3월 15일 | 후임 이종후 |